# Ilino Brdo
Ilino Brdo este un sat din comuna Budva, Muntenegru. Conform datelor de la recensământul din 2003, localitatea nu are niciun locuitor (la recensământul din 1991 erau 0 locuitori).

## Demografie
|  |

| Demografie | Demografie | Demografie |
| An         | Locuitori  | Locuitori  |
| ---------- | ---------- | ---------- |
|            |            |            |
|            |            |            |
|            |            |            |
|            |            |            |
| 1948       | 28         |            |
| 1953       | 32         |            |
| 1961       | 29         |            |
| 1971       | 12         |            |
| 1981       | 1          |            |
| 1991       | -          | -          |
| 2003       | -          | -          |